# Marc Metili Règul
Marc Metili Règul (en llatí Marcus Metilius Regulus) va ser un magistrat romà del segle ii.
Va ser nomenat cònsol l'any 157 junt amb Marc Cívica Bàrbar, segons els Fasti.
| Càrrecs públics                               | Càrrecs públics                   | Càrrecs públics                                     |
| --------------------------------------------- | --------------------------------- | --------------------------------------------------- |
| Precedit per: Marc Ceioni Silvà i Seri Augurí | cònsol 157 amb Marc Cívica Bàrbar | Succeït per: Sext Sulpici Tertul i Tineu Sacerdot I |